# Estação Rodoviária Dr. Barbosa de Barros
A Estação Rodoviária Dr. Barbosa de Barros, localizada no bairro do Botafogo, foi o principal terminal rodoviário de Campinas entre os anos de 1973 e 2008.
Após ter passado muitos anos operando acima da capacidade e sempre entrar em colapso em vésperas de feriado, o terminal foi desativado em 2008 e implodido em 2010.

## História
O desembarque dos ônibus intermunicipais na cidade de Campinas ocorria no centro da cidade, na Rua Regente Feijó, até o ano de 1973. Com o crescimento da cidade, foi necessária a construção de uma estação de passageiros. Assim, a Prefeitura da cidade fez um acordo com a Maternidade da cidade, com esta cedendo o terreno para a construção do terminal rodoviário, com direito de explorar o local por 40 anos (Decreto nº 2.174/1963). O antigo prédio da Maternidade de Campinas foi demolido em 1965 para dar lugar à rodoviária.
Em 1974 foi inaugurada a Estação Rodoviária Dr. Barbosa de Barros, com 12 plataformas de embarque. No mesmo complexo seria construído um centro de compras, porém as obras foram paralisadas em 1989, permanecendo inacabada, servindo de abrigo para pedintes e mendigos, além de problemas com tráfico de drogas e prostituição.
No ano de 1994, foi renovado o contrato com a Maternidade até 1999. Porém, já se discutia a necessidade de um novo terminal de passageiros. Os prefeitos Francisco Amaral e Izalene Tiene apresentaram projetos do novo terminal, que seria localizado às margens da Rodovia Anhanguera, porém estes acabaram não saindo do papel.
Em 2006, o prefeito Hélio de Oliveira Santos anuncia o projeto da nova rodoviária, localizada no terreno da FEPASA, próximo à antiga Estação Ferroviária de Campinas. No mesmo ano, o terreno foi adquirido sob permuta de dívidas da Rede Ferroviária Federal com a prefeitura e o edital de licitação foi publicado. As obras do novo terminal, batizado de Dr. Ramos de Azevedo iniciaram em março de 2007 e foram concluídas em junho do ano seguinte.
À meia-noite do dia 22 de junho de 2008, a rodoviária Barbosa de Barros foi oficialmente desativada, e as linhas remanescentes transferidas para o novo terminal Ramos de Azevedo.

## Implosão
Em março de 2010 veio a informação de que a Estação Rodoviária Dr. Barbosa de Barros, juntamente com o esqueleto de uma construção adjacente abandonada há mais de três décadas, seria finalmente demolida pelo sistema de implosão,a primeira realizada na cidade. Foi contratada a mesma empresa que implodiu parte dos blocos da antiga Casa de Detenção de São Paulo e o edifício Palace II, no Rio de Janeiro. O valor pago foi de 480 mil reais, dividido entre a Maternidade de Campinas - dona do terreno - e a Prefeitura. Foram usados 200 kg de dinamite para a demolição do conjunto.
A demolição foi marcada para o final da manhã de domingo, 28 de março de 2010; contudo, no meio da semana, uma liminar impetrada em São Paulo pela empresa proprietária da construção abandonada adjacente ao terminal foi recebida no final da quarta-feira, 24 de março. Na tarde da sexta-feira, 26 de março, a liminar foi derrubada e a demolição, garantida. Às 11:00 de 28 de março de 2010 foi realizada a implosão do imóvel onde se localizava a estação, que foi abaixo em apenas dois segundos. Não houve danos consideráveis às construções vizinhas, apenas o estilhaçamento de algumas telhas e vidros de construções próximas. A implosão gerou 12.000 toneladas de entulho, que foram retirados em 45 dias.
Durante mais de uma década, o terreno da antiga Rodoviária de Campinas permaneceu vazio e degradado, causando impactos urbanos e preocupações com a segurança na região. Em outubro de 2020, a Rede D'Or São Luiz iniciou a construção de um novo hospital no local, e em maio de 2023 foi inaugurado o Hospital São Luiz. O moderno complexo hospitalar, com 12 andares e 47 mil metros quadrados, conta com 325 leitos de internação, unidades de terapia intensiva e diversas especialidades médicas. Sua inauguração trouxe uma nova dinâmica ao entorno e impulsionou a revitalização da área, resultando no aumento da movimentação comercial e na melhora da sensação de segurança na região.

## Imagens

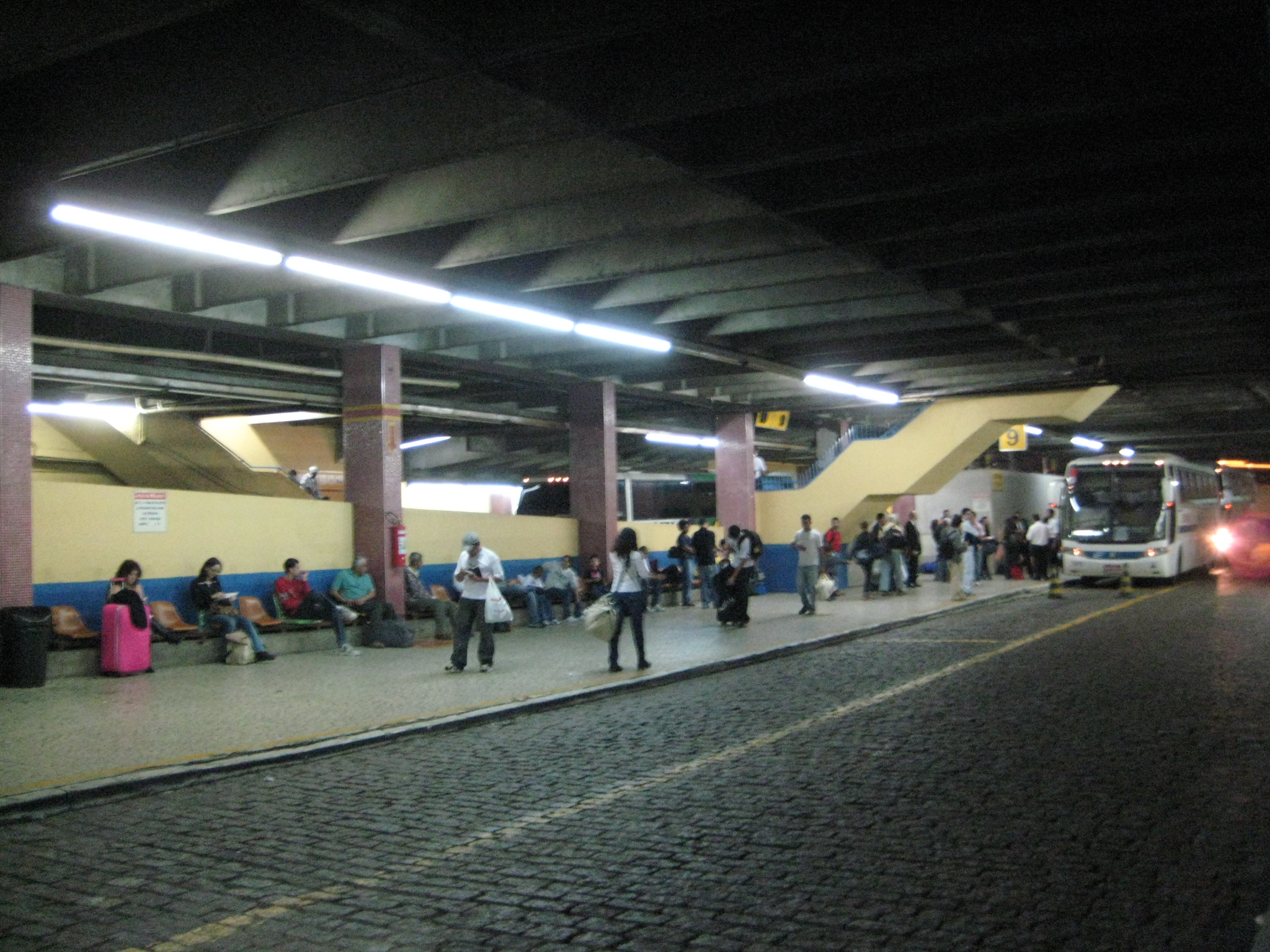
Visão da plataforma 9 no ano de 2008
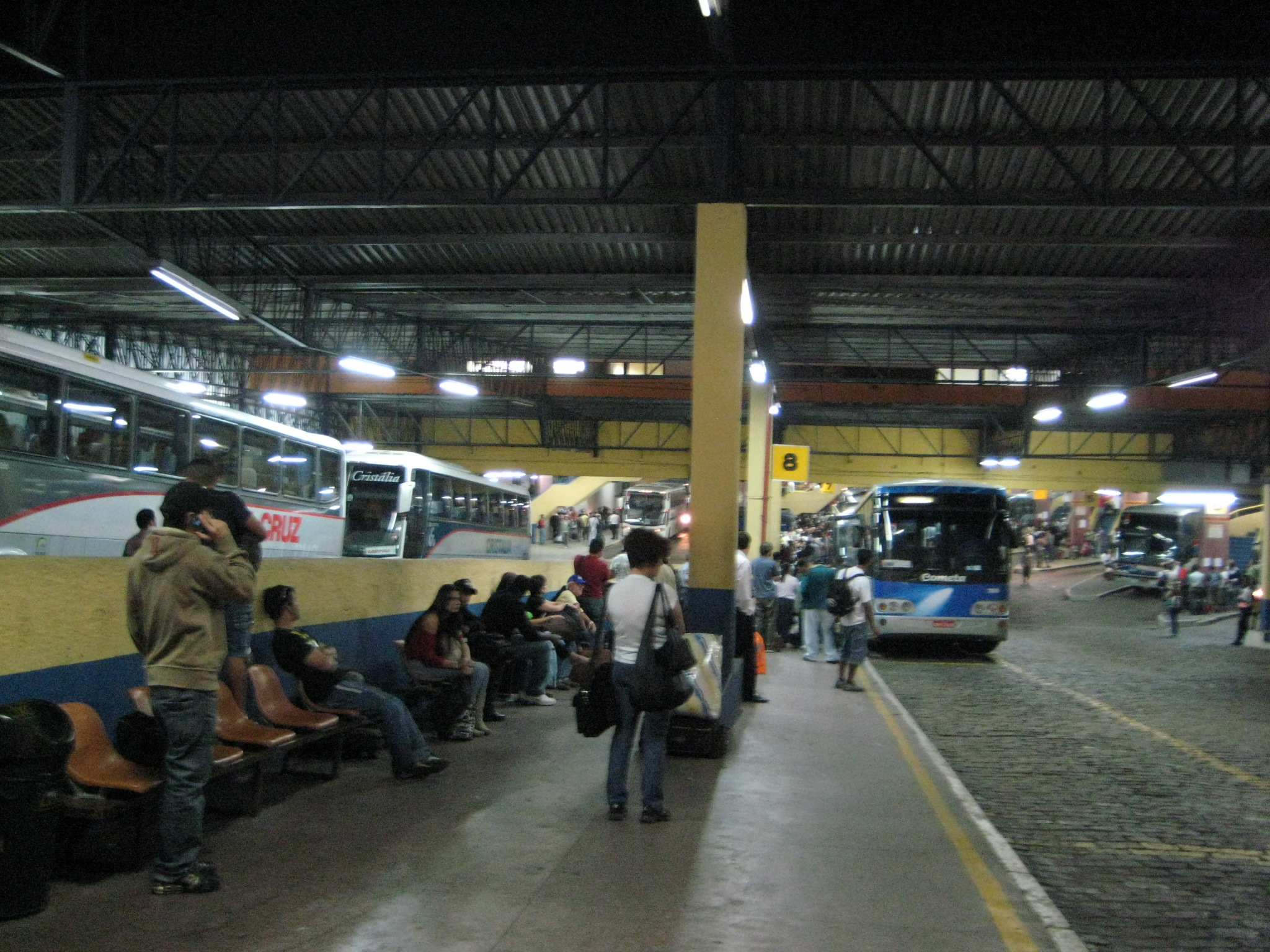
Visão da plataforma 8 no ano de 2008
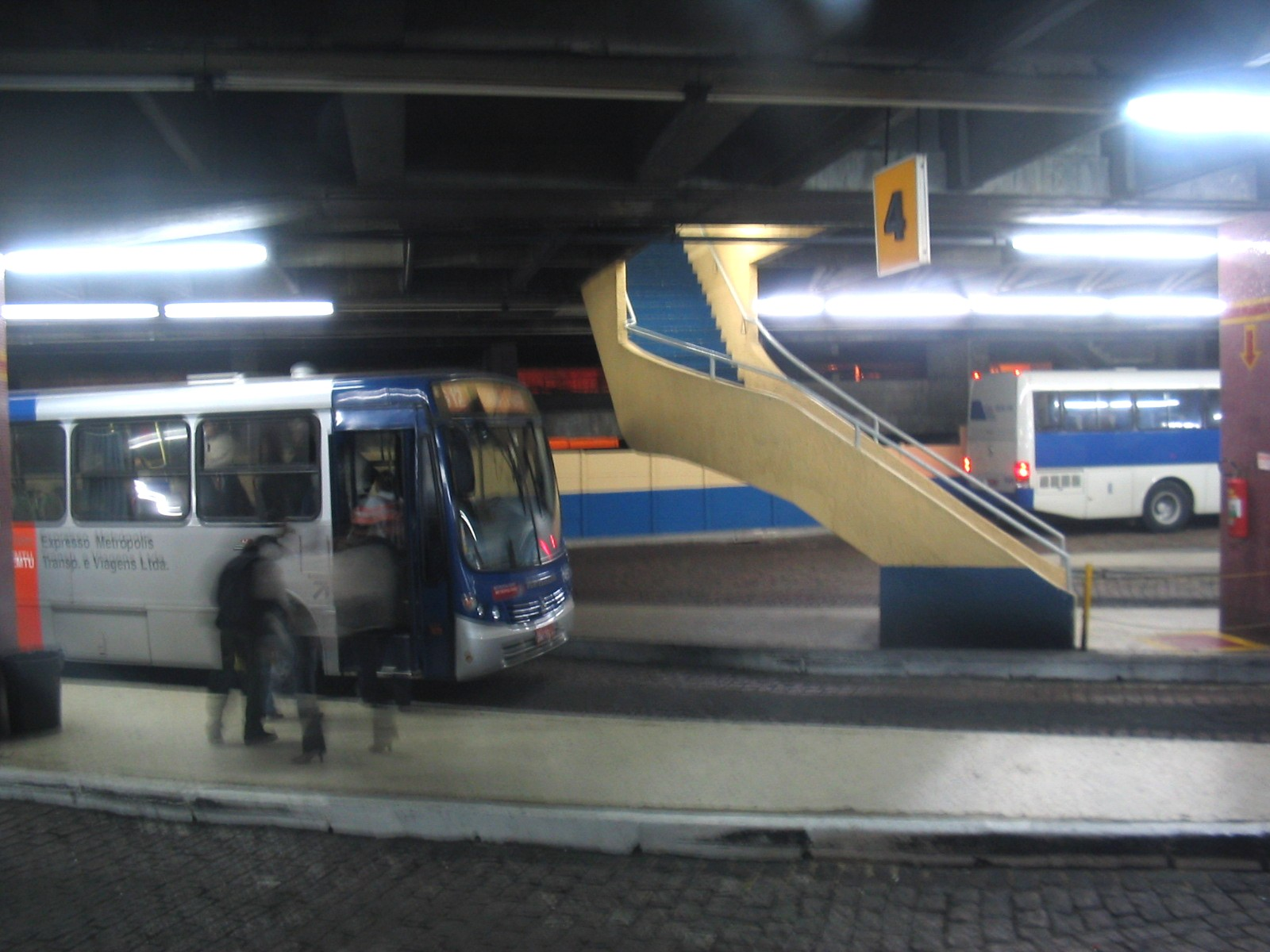
Visão da plataforma 4 no ano de 2005, que estava destinada ao transporte metropolitano.
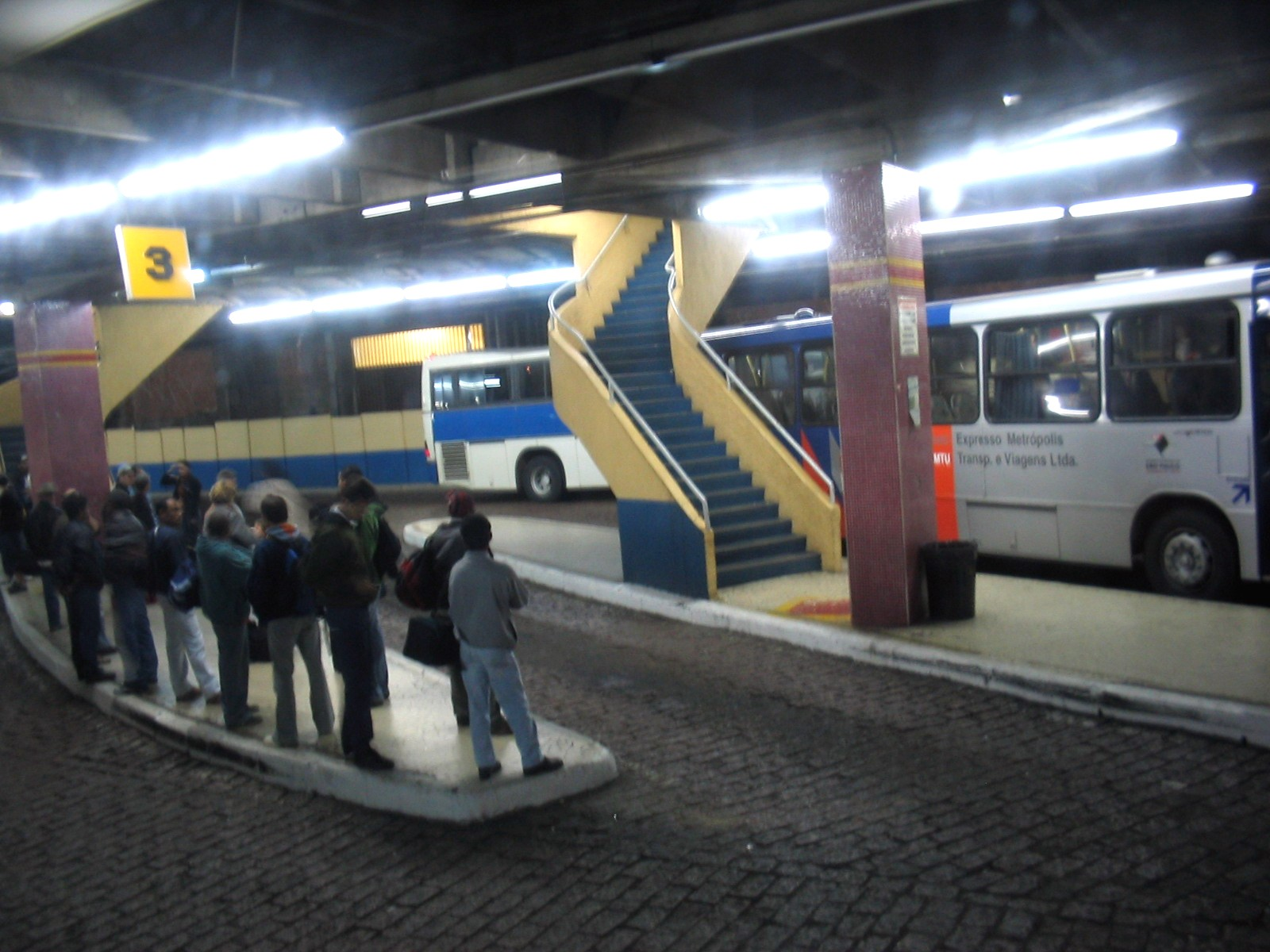
Visão da plataforma 3, também destinada ao transporte metropolitano.
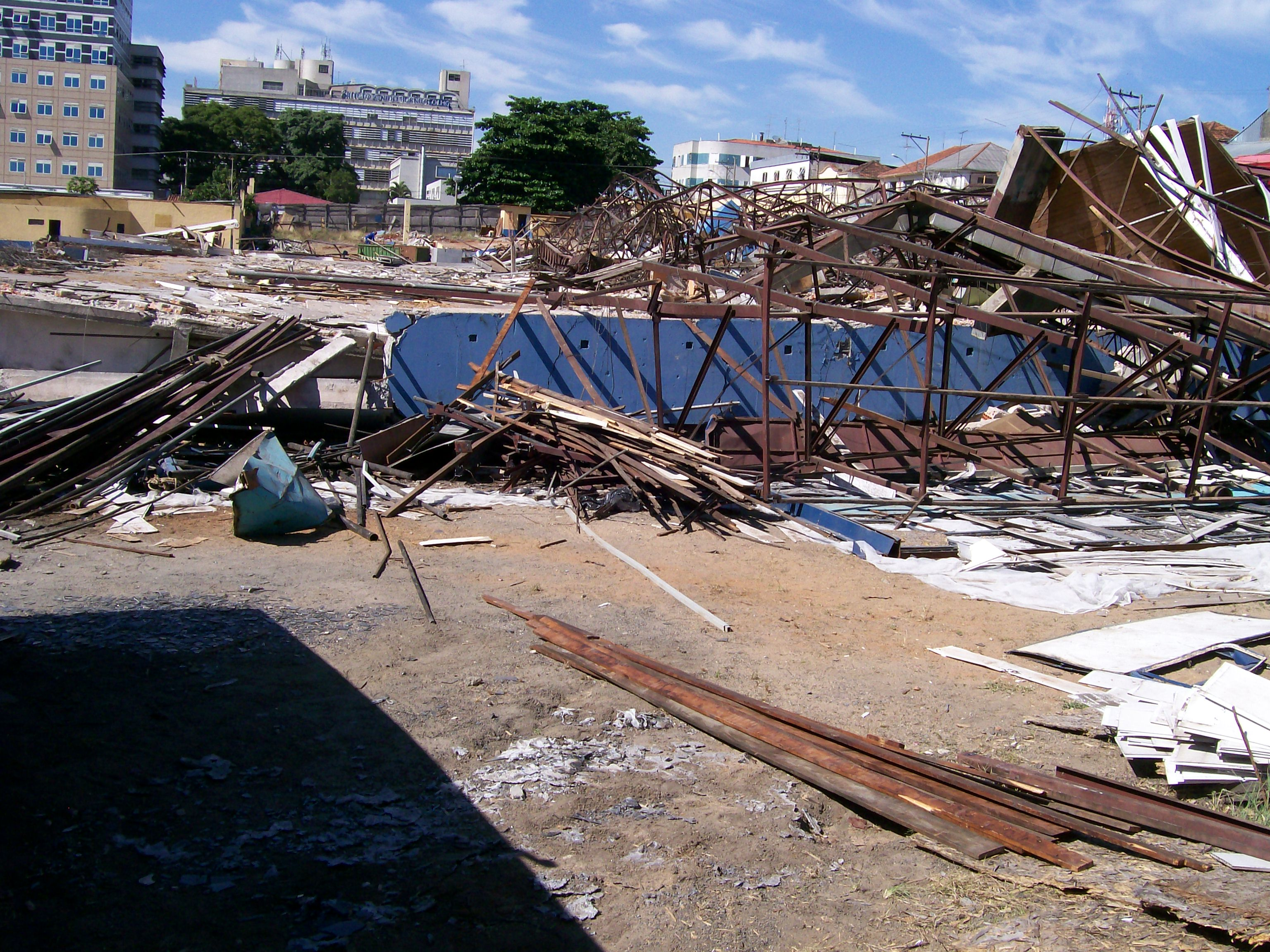
Rodoviária 20 dias após sua implosão.